# Прага E-112
Прага E-112 је чехословачки школско-спортски авион, двоседи, једномоторни, нискокрилни моноплан из 1947. године.

## Пројектовање и развој
Министарство народне одбране Чехословачке (МНО) је 1946. расписало конкурс за двосед, школски авион за војне и спортске потребе. На конкурс се пријавиле две фирме Злин  са авионом Злин Z-26  и Прага са авионом Прага Е-112.
Авион Прага Е-112 је пројектовао главни пројектант фирме Прага инж. Јарослав Шлехта који је овај авион пројектовао пре рата још 1934. године. После рата инж. Шлехта је преузео руковођење прашком пројектантском бироом. Тада је пројектовао нови авион под ознаком Е-112, који је требало да буде поједностављење моћног, али и скупог Прага БХ-111. У току израде пројекта дошло је да реорганизације пројектантских организација (државна интервенција) у којој је пројект авиона Е-112 предат конструкционом бироу Летов.
Авион је први пут полетео 14. септембра 1947. и након фабричког испитивања предат Ваздухопловном техничком институту на државно опитовање.
Током тестирања показало се да је Е-112 добар авион, али је Злин Z-26 ("Тренер") ипак био бољи. Прага је имала неке недостатке, а Тренер је  био мало лакши. Тако је тип Е-112 заборављен и Тренер је ушао у серијску производњу.

## Технички опис
Авион Прага E-112 је био једномоторни, двоседи, нискокрилни авион мешовите констрикције са фиксним стајним трапом. Носећа структура трупа је била од челичних цеви облога од Ал-лима и платна, крило од дрвета са облогом од лепенке и платна. Технички опис направљен на основу извора.
Носећа конструкција трупа је била четвороугаони решеткасти носач направљен од заварених челичних цеви. За њу су причвршћена  псеудо ребра која су са уздужним лајснама обликовала тело авиона које је у предњем делу и позади пресвучено лимом, а остали већи део платном. Кабина посаде имала је простран троделни поклопац (шибер) који се увлачи од плексигласа, комплетне дупле команде и све потребне инструменте за управљање летом и мотором.
Мотор се налазио у кљуну трупа испод простране капотаже направљене од Ал-лима. Био је то Валтер Минор 4-III снаге 77,2 kW (105 KS) 4-ро цилиндрични линијски мотор са висећим цилиндрима. Елиса је била вучна дрвена двокрака са фиксним кораком. На самом кљуну авиона, се иза елисе налазио отвор за улаз расхладног ваздуха у моторски простор. Капотажа је имала карактеристичне проширења са стране ("уши") и испод мотора, што је помогло да се побољша првобитно несавршено хлађење. Резервоар за гориво се налазио иза противпожарног зида мотора а испред кабине пилота.
Крило је било једноделно комплетно направљено од дрвета са два крака, пролазило је испод трупа. За труп је причвршћено спојем са четири вијка. Крила су била трапезног облика са благо заобљеним крајевима. На крилу су били нормални елерони дрвене конструкције, између њих и трупа налазили су се слетни закрилаци. Њихов скелет је био од заварених челичних цеви прекривен платном. Пошто се у кабину авиона улазило преко крила на левом крилу је била залешљена храпава гума као ногоступ.
Репне површине су биле самоносеће дрвене конструкције, од којих су непокретне површине (стабилизатора) биле обложене шперплочом, а кормила платном.
Стајни трап је био фиксан, састојао се од две предње чврсте ноге причвршћене за крила, у ногама су били уграђени уљно-пнеуматским амортизерима и точкови са хидрауличним кочницама. Точкови су били димензија 420×150. Испод репа као трећа ослона тачка авиона био је један самоуправљиви гумени (клавирски) точак.

## Верзије
Авион је направљен у једном примерку (прототип).

## Оперативно коришћење
Нема података о његовом оперативном коришћењу.

## Земље које су користиле авион
- Чехословачка